# Cecilia Payne-Gaposchkin
Cecilia Helena Payne-Gaposchkin (Wendover, 10 mei 1900 – Cambridge (Massachusetts), 7 december 1979) was een Engels-Amerikaanse astronoom die in 1925 in haar proefschrift met behulp van spectroscopie aantoonde dat waterstof en helium de voornaamste elementen (99% van de massa) van sterren zijn.

## Vroege leven
Cecilia Helena Payne was een van drie kinderen van Emma Leonora Helena Pertz en Edward John Payne, advocaat, historicus en begaafd musicus uit Londen. Haar moeder was van Pruisische afkomst en had twee bekende ooms, de historicus Georg Heinrich Pertz en de schrijver James John Garth Wilkinson, aanhanger van de leer van Swedenborg. Cecilia Paynes vader overleed toen zij vier jaar oud was en haar moeder moest de kinderen alleen opvoeden.
Cecilia bezocht St Paul's Girls' School en in 1919 ontving ze een beurs om plantkunde, natuurkunde en scheikunde te studeren aan het Newnham College van de Universiteit van Cambridge. Ze volgde een college van kernfysicus Ernest Rutherford, en moest als enige vrouw op de voorste rij zitten, zo waren de regels. Als Rutherford zijn college begon met een nadrukkelijk Welcome ladies and gentlemen" en de mannelijke studenten begonnen te roffelen, voelde zij dat als neerbuigend, hetgeen mogelijk niet zo bedoeld was door Rutherford.
Hier woonde ze een lezing bij van Arthur Eddington over zijn expeditie naar Principe in de Golf van Guinee. Eddington ging daar tijdens de zonsverduistering van 29 mei 1919 sterren fotograferen om Albert Einsteins algemene relativiteitstheorie te testen. Deze lezing wekte haar interesse in astronomie en ze besloot te stoppen met natuurkunde. Zij voltooide haar studie, maar verkreeg geen academische graad omdat de Universiteit van Cambridge die tot 1948 niet aan vrouwen verleende. Van Eddington leerde ze hoe ze fotografische platen moest analyseren en welke wiskunde daarbij gebruikt werd. Haar onderzoek naar de eigenbeweging van sterren rond de sterrenhoop Messier 36 werd gepubliceerd in de Proceedings of the Royal Astronomical Society.
Cecilia Payne realiseerde zich dat haar enige carrièremogelijkheid in het Verenigd Koninkrijk in het onderwijs lag, dus zocht zij naar beurzen die het haar mogelijk maakten om naar de Verenigde Staten te verhuizen. Na te zijn voorgesteld aan Harlow Shapley, de directeur van het Harvard College Observatory, die juist een promotie-programma in de astronomie was begonnen, verliet zij Engeland in 1923. Dit was mogelijk door een beurs die vrouwen aanmoedigde om aan het observatorium te studeren. De eerste ontvanger hiervan was Adelaide Ames (1922) en Payne werd de tweede.

## Promotie

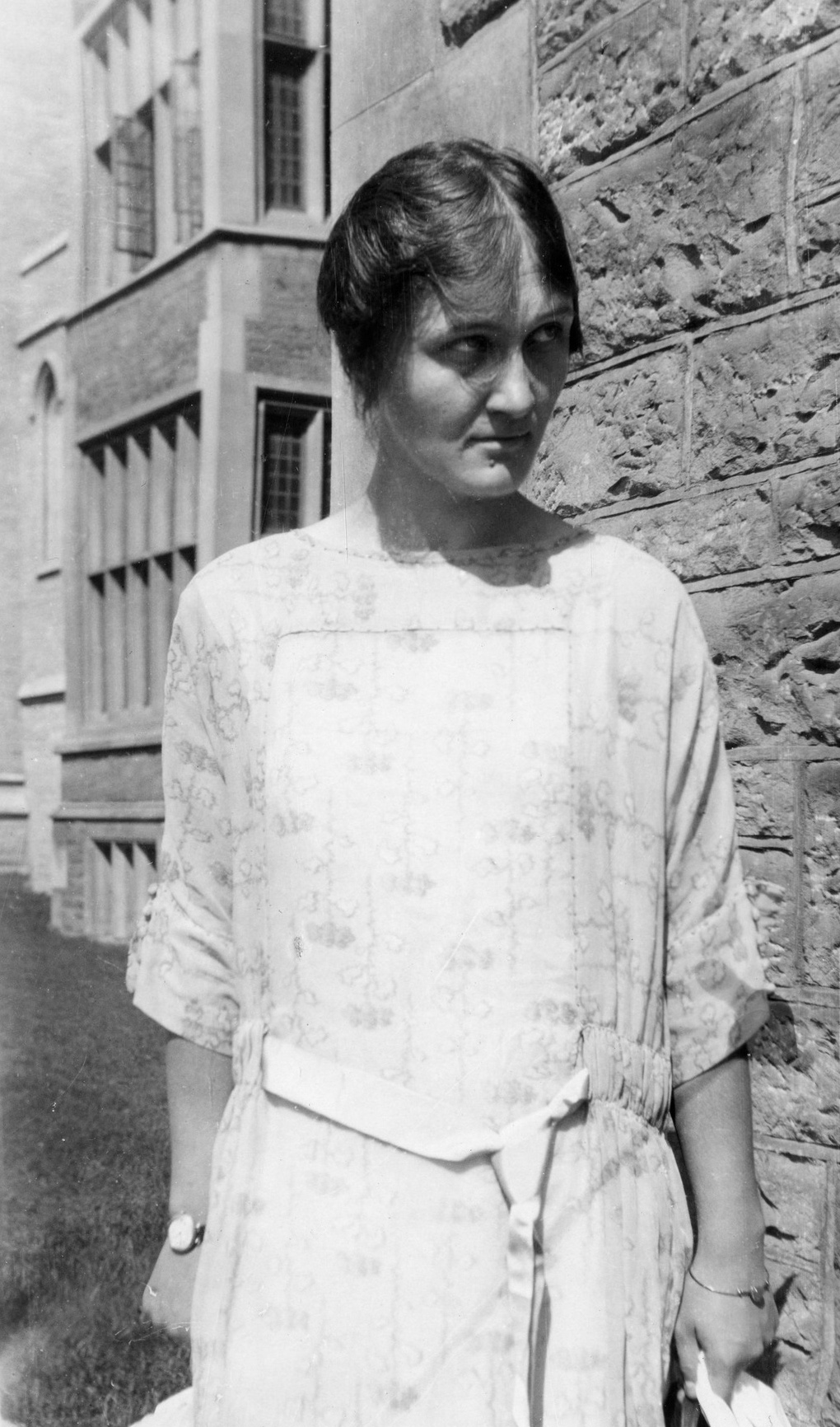
Cecilia Helena Payne-Gaposchkin

Shapley haalde Payne over een proefschrift te schrijven en zo werd zij in 1925 de eerste vrouw die promoveerde in de astronomie, formeel aan het vrouwencollege van Harvard, Radcliffe College, maar in feite met begeleiding van Shapley. De titel van het proefschrift was Stellar Atmospheres, A Contribution to the Observational Study of High Temperature in the Reversing Layers of Stars. De astronomen Otto Struve en Velta Zeberg noemden het toen "ongetwijfeld het meest briljante astronomische proefschrift dat ooit geschreven is".
Payne wist de spectraalklasse - dat wil zeggen de kleur - van sterren nauwkeurig in verband te brengen met hun temperatuur door de ionisatietheorie van de Indiase natuurkundige Meghnad Saha toe te passen. Zij toonde aan dat de grote variatie in absorptielijnen in sterspectra veroorzaakt werd door een verschillende ionisatiegraad van de elementen bij verschillende temperaturen, en niet door verschillende hoeveelheden van de elementen. Ze vond dat silicium, koolstof en andere gewone metalen die in het zonnespectrum zichtbaar zijn dezelfde relatieve abundantie hadden als op Aarde, wat overeenkwam met de toen geaccepteerde theorie dat sterren ongeveer dezelfde elementaire samenstelling hadden als de Aarde. Ze vond echter dat vooral waterstof en in mindere mate helium veel meer voorkwamen in sterren dan op Aarde (waterstof ongeveer een miljoen maal meer). Haar proefschrift bewees dat waterstof het hoofdbestanddeel was van sterren en daarmee het meest voorkomende element in het heelal.
Toen het proefschrift van Payne werd beoordeeld ontraadde de astronoom Henry Norris Russell haar de conclusie te presenteren dat de zon hoofdzakelijk bestond uit waterstof en de samenstelling van de zon dus zeer verschilde van die van de Aarde, omdat dat in tegenspraak was met de toen gangbare theorie. Daarom beschreef ze het resultaat in haar proefschrift als "onjuist". Russell veranderde vier jaar later echter van mening na hetzelfde resultaat op een andere manier te hebben verkregen en gepubliceerd te hebben. Russell gaf haar krediet voor de ontdekking en vermeldt haar werk kort  in zijn artikel. Toch wordt Russell vaak de eer van de ontdekking toegekend, zelfs nadat het werk van Payne was geaccepteerd.

## Carrière
Na haar promotie bestudeerde Payne sterren van hoge lichtkracht om de structuur van de Melkweg te onderzoeken. Later onderzocht zij alle sterren helderder dan de tiende magnitude. Ze deed samen met haar medewerkers meer dan 1.250.000 waarnemingen van veranderlijke sterren. Dit werk werd later uitgebreid met 3.000.000 metingen van veranderlijke sterren in de Magelhaense wolken. Deze metingen werden gebruikt om de sterevolutie te onderzoeken. Haar conclusies werden gepubliceerd in haar tweede boek, Stars of High Luminosity (1930). Deze metingen en het analyseren ervan, deed zij samen met haar echtgenoot, de astronoom Sergei I. Gaposchkin (1898-1984), die ze in Göttingen had leren kennen en met wie ze in 1934 gehuwd was en met wie zij drie kinderen kreeg. Samen legden zij ook de basis voor al het volgende werk aan veranderlijke sterren.
Payne-Gaposchkin bleef wetenschappelijk actief en verbleef haar hele academische carrière aan Harvard. Eerst had zij geen officiële positie en fungeerde zij van 1927 tot 1938 slechts als technisch assistent van Shapley. Ook Radcliffe College stelde geen vrouwen aan. Vanwege deze lage status en het bijbehorende lage salaris overwoog ze op te stappen, maar Shapley sprong voor haar in de bres en in 1938 werd haar de titel "Astronoom" verleend, op haar verzoek later veranderd in "Phillips Astronomer". Zij werd in 1943 op voorspraak van Russell tot lid van de American Academy of Arts and Sciences verkozen.
Toen Donald Menzel in 1954 directeur werd van het Harvard College Observatory, probeerde hij haar aanstelling verder te verbeteren. In 1956 werd ze de eerste vrouw die tot hoogleraar werd bevorderd aan Harvards Faculty of Arts and Sciences. Ze kreeg de titel Phillips Professor of Astronomy. Later werd ze benoemd tot hoofd van de Faculteit Astronomie en was daarmee de eerste vrouw in zo'n functie aan Harvard.
Tot haar studenten behoorden Helen Sawyer Hogg, Joseph Ashbrook, Frank Drake en Paul W. Hodge, die allen belangrijke bijdragen aan de astronomie leverden.
Payne-Gaposchkin ging in 1966 met emeritaat en werd toen benoemd tot Emeritus Professor of Harvard. Ze vervolgde haar onderzoek als staflid van het Harvard–Smithsonian Center for Astrophysics, en was 20 jaar redacteur voor de tijdschriften en boeken die het Harvard Observatory publiceerde.

## Invloed op vrouwelijke wetenschappers
Volgens G. Kass-Simon en Patricia Farnes  markeerde Paynes carrière een keerpunt bij Harvard College Observatory. Onder Harlow Shapley en E. J. Sheridan (die Payne-Gaposchkin beschreef als mentor), had Harvard Observatory vrouwen al meer mogelijkheden in astronomie aangeboden dan andere instituten. Vermeldenswaardige bijdragen waren eerder in de twintigste eeuw gemaakt door Williamina Fleming, Antonia Maury, Annie Jump Cannon en Henrietta Swan Leavitt. Maar de promotie van Payne-Gaposchkin normaliseerde de positie van vrouwen. Payne inspireerde veel vrouwen, zoals de astrofysicus Joan Feynman (de jongere zus van Richard Feynman). Feynmans moeder en grootmoeder hadden haar afgeraden aan wetenschap te doen omdat ze geloofden dat vrouwen wetenschappelijke begrippen niet de baas konden.

## Boeken
Aan het eind van haar leven verscheen haar autobiografie als The Dyer's Hand, die later herdrukt werd als Cecilia Payne-Gaposchkin: An Autobiography and Other Recollections (Cambridge University Press, 1984).
Haar academische boeken zijn onder meer:
- The Stars of High Luminosity (1930)
- Variable Stars (1938)
- Variable Stars and Galactic Structure (1954)
- Introduction to Astronomy (1956)
- The Galactic Novae (1957)

## Eerbewijzen
- Annie Jump Cannon Award in Astronomy (1934)
- Henry Norris Russell Lectureship (1976)
- Planetoïde 2039 Payne-Gaposchkin is naar haar genoemd.